# Tórshavni dóm
A Tórshavni dóm (feröeriül: Havnar kirkja vagy Dómkirkjan) Feröer második legrégebbi fennmaradt temploma, Tórshavn óvárosában.
A fehérre festett és palával fedett épület 1788-ban épült. A Tinganes félsziget északi részén fekszik, és a város egyik fő látnivalója. Az ország legtöbb templomához hasonlóan az evangélikus Feröeri Népegyházhoz tartozik.
1990 óta Feröer püspökének székhelye, ezért viseli a dóm nevet.

## Történelem
A középkorban minden valószínűség szerint nem volt valódi templom Tórshavnban, legfeljebb egy imaház. Csak 1609-ben épült valódi templom a Tinganes félszigeten, amikor IV. Keresztély dán király utasítást adott rá, hogy templomépítés céljából fát szállítsanak Feröerre. 1780-ban Rasmus Jørgen Winther lett a város lelkésze, aki két évvel később kezdeményezte egy új templom felépítését. Az építkezést végül 1788-ban fejezte be Johannes Poulsen helyi építőmester. Az új templom felszentelése után, 1798-ban Keresztély templomát lebontották, és a faanyagot árverésen értékesítették. A bútorzat egy része átkerült az új templomba. Ebben az időben Tórshavn olyan kicsi volt, hogy a templom a városon kívül, tőle északra állt - ugyanazon a helyen, ahol ma is, bár azóta teljesen átépítették. Az 1788-ban épült templomról nem maradt fenn átfogó leírás, csak néhány rajz és régi fénykép; ezek alapján nagyon hasonló lehetett a 19. század első felében épült falusi templomokhoz. A város lakossága 1788-ban 600, 1865-ben 900 fő körül volt.

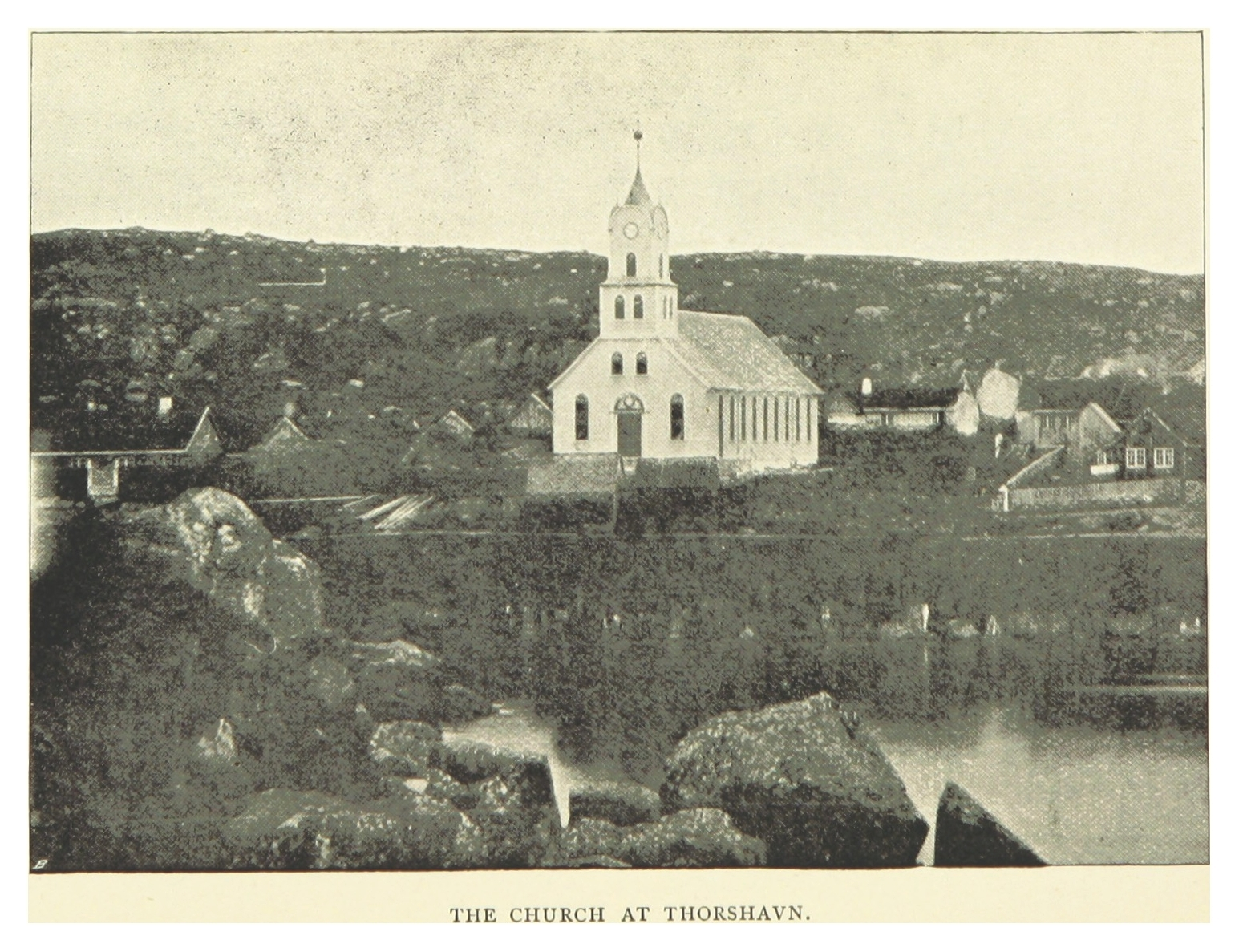
A dóm 1898-ban

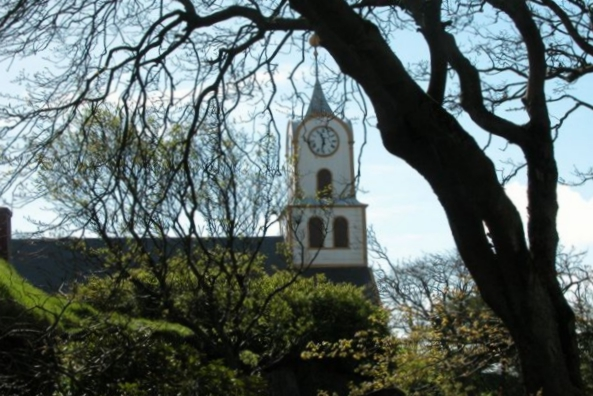
A Tórshavni dóm

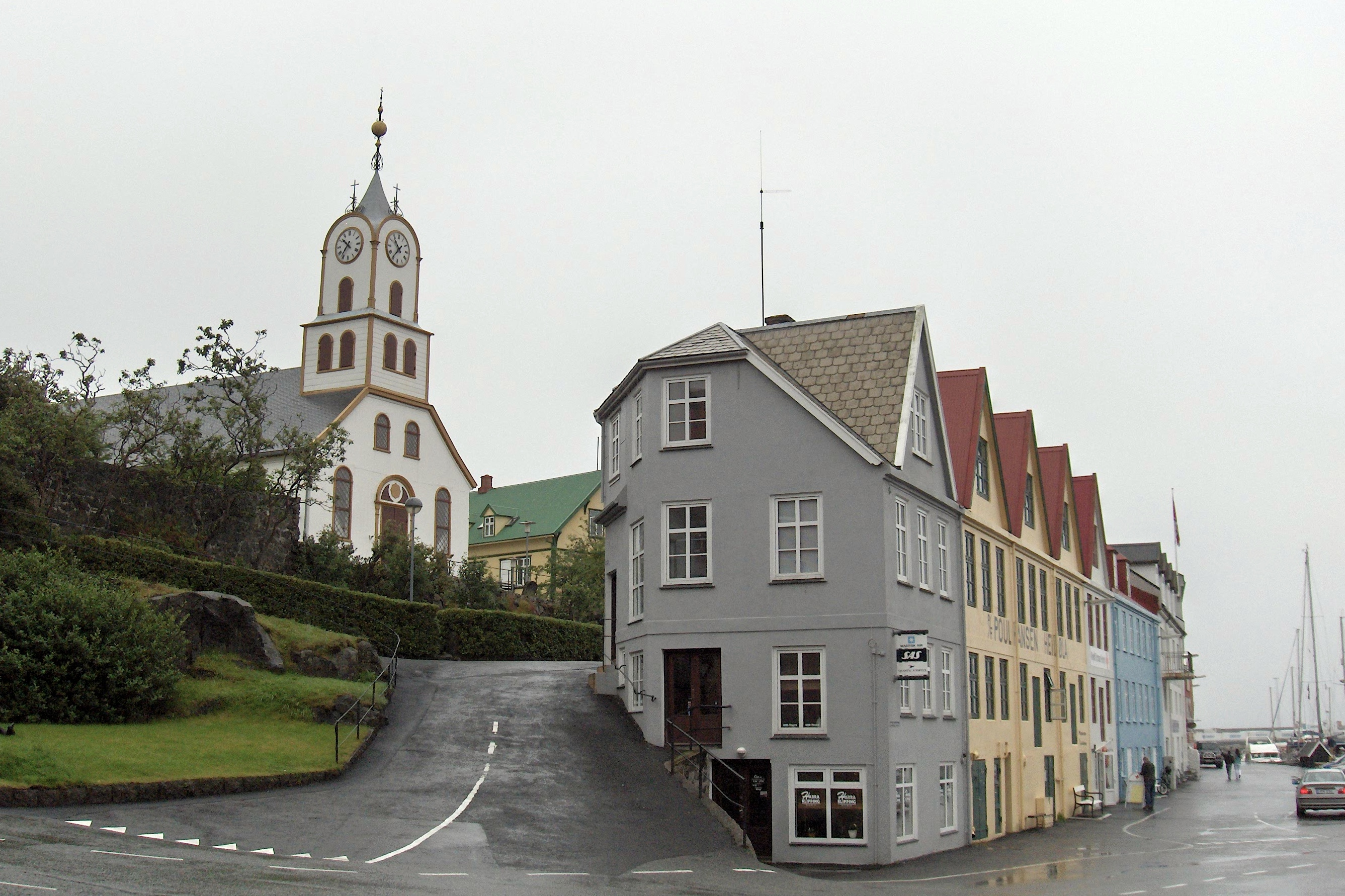
A dóm és környezete

1865-ben Guðmundur Sigurðsson izlandi születésű építőmester átalakította a templomot, ami látványos külső átalakulást okozott, de a szerkezetet nem érintette jelentősen. A nyáron kezdődő és decemberre el is készülő átépítés során keleti irányban hozzátoldottak az épülethez, a tornyot magasabbra építették (két szintje közül a felső a toronyóra, az alsó a harang otthona), és az épületet kívül-belül átfestették. Az épületet Andreas Djurhuus szentelte fel december 17-én.
Azóta nem történt gyökeres szerkezeti változtatás. 1935-ben a kórust négy méterrel meghosszabbították a fűtési rendszer kiépítése miatt, és új sekrestyét építettek. 1968-ban szintén a kórust bővítették egy irodával és néhány kisebb helyiséggel. Magában a főhajóban 44, a galérián 14 pad található.

## Jellemzők

### Az oltárkép
Az 1647-ből származó oltárkép a templomhajó északi falán található. A kép az utolsó vacsorát ábrázolja. Felirata: „Gud Allermechtigste Hans Hellige Ord och Sacramenter Till Ere och denne Steed til Zirat haffuer Hans Sevrensen fordum Kiøbmand her paa Ferøe foraerit denne Altertaffle til Torßhaffns Kiercke 1647” (A Mindenható Isten, az Ige és a szentségek dicsőségére, és e hely díszítésére készíttette Hans Sevrensen egykori feröeri kereskedő ezt az oltárképet a tórshavni templomba, 1647).
Az oltárkép egy egyszerű késő reneszánsz mű, oszlopokkal szegélyezett középső résszel, lábazattal és egy kis felső résszel. A középső részen található festmény a számos 17. századi dán festmény közé sorolható, amelyek Peter Candid (V. Vilmos bajor herceg udvari festője) által a müncheni ferences ház számára készített, és Raphael Sadeler nyomatai által népszerűvé lett utolsó vacsoráját követik. 1961-ben állította helyre Ernst és Holmer Trier a helyi festő, Fraser Eysturoy segítségével. A festmény 100 x 100 cm-es.

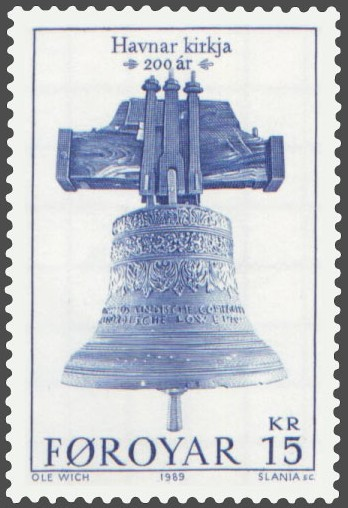
A harang

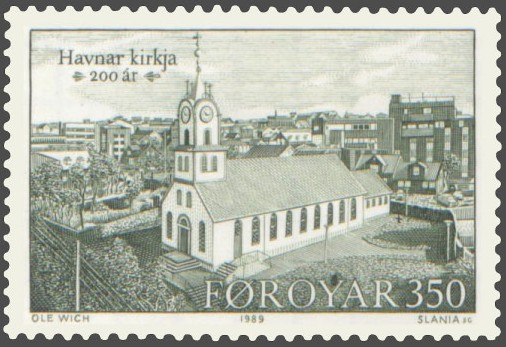
Bélyeg a dóm felszentelésének 200. évfordulójára

### A harang
A harangot 1708-ban vették. A „Norske Löve” (Norvég Oroszlán) nevű hajóról származik, amely 1707 szilveszterén süllyedt el a Lambavík fjordnál. A harang felirata: „Danscke Ostindische Compagnies Scheb Nordische Löwe 1704” (A Dán Kelet-indiai Társaság Nordische Löve hajója, 1704), valamint a társaság koronás monogramja. A harang 30 cm magas, a külső perem átmérője 41,5 cm.